# スプリックス
株式会社スプリックス(SPRIX)は、東京都渋谷区桜丘町に本部を置く、学習塾の運営やインターネット教育コンテンツなどの開発を手がける企業。

## 概要
スプリックスは、個別指導塾「森塾」や「東京ダンスヴィレッジ」の運営、読書教育プログラム「グリムスクール」や中国語学習教材「HSK公認テキスト」、学習教材「フォレスタシリーズ」などの教材開発を手がける総合教育企業である。その他、インターネットを使った教育コンテンツの開発も行っている。教育コンテンツの開発、戦略立案、人事等の本部機能はすべて東京都渋谷にあるが、登記上の本店は新潟県長岡市。

## 社名と企業理念
スプリックス（SPRIX）という社名は、新しい生命が誕生する「春 spring」と「教育を通して世界中の人に人生の新たなステージ『春』を届けたい」という想いを由来としている。

## 沿革
- 1997年 2月 - 新潟県長岡市で「森塾」を創業[5]
- 1999年 2月 - 読書教育プログラム「グリムスクール」の開発開始
- 2003年 3月 - ベネッセコーポレーションと業務提携し、全国でグリムスクールの教室展開がスタート。
- 2004年 2月 - 森塾が首都圏での出店を開始
- 2004年12月 - パイオニア、NTTPCと提携し、e-learning事業を開始。[6]
- 2004年12月 - 学習塾用教材「フォレスタ」を全国の塾にむけて販売開始
- 2005年 7月 - 上智大学と提携し、インターンシップ制度をスタート
- 2006年10月 - 「東京カルチャーヴィレッジ」（現「東京ダンスヴィレッジ」）を池袋に展開
- 2007年 6月 - 吉本興業と業務提携し、「スプリックスの楽しく学べるシリーズ」を開発。
- 2008年 2月 - 塾講師専門求人サイト「塾講師JAPAN」オープン
- 2011年 2月 - 「自立学習RED」教室展開を開始
- 2012年 2月 - 中国語検定HSK 「公式過去問集」出版開始
- 2013年 6月 - 本部機能を東京都池袋へ移転
- 2014年10月 - 教育アプリ「ゴールスタート」リリース
- 2016年 9月 - 教育アプリ「ゴールスタート」のトラブルで謝罪。同アプリの配信を停止。
- 2018年 6月 - 東京証券取引所一部へ上場[7]。
- 2019年 4月 - サイバーエージェントの子会社と、小学生向けプログラミング教材の開発・運営・販売を行う株式会社キュレオを設立[8]。
- 2019年 6月 - 学習ノート共有アプリ「Clear」を運営するアルクテラス株式会社と事業提携を発表。
- 2019年 9月 - 経済産業省「未来の教室」へのeフォレスタの採択
- 2019年10月 - 明光ネットワークジャパンと業務提携し、「自立学習RED」をフランチャイズ展開　[9]
- 2020年 2月 - サイバーエージェントと合弁にて株式会社プログラミング総合研究所を設立 [10]
- 2020年 5月 - オンライン個別指導塾「そら塾」のサービス提供を開始 [11]
- 2020年10月、自立学習塾「自立学習RED」が第3回 日本サービス大賞」において「経済産業大臣賞」を受賞[12]。
- 2020年12月 - 株式会社湘南ゼミナールの全株式を取得 [13]
- 2020年12月 - プログラミング検定「プログラミング能力検定」を開始 [14]
- 2021年 3月 - 国際基礎学力検定「TOFAS（トーファス）」の世界展開を開始 [15]
- 2021年11月 - 基礎学力・プログラミング・主要教科の理解を評価できる、3 つの CBT を学校向けにパッケージ化した『SPRIX CBT』を開発[16]
- 2022年 5月 - 教育業界特化型新卒エージェントサービス「教育JAPAN 新卒エージェント」を開始[17]。
- 2023年 8月 - 湘南ゼミナールの一部社内サーバーがランサムウェアに感染[18]。
- 2023年 10月 - 東京証券取引所スタンダード市場へ市場変更
- 2024年 1月 - 「森塾」が関西での出店を開始
- 2024年 4月 - スプリックスのブランドロゴを刷新
- 2024年 6月 - 本部機能を東京都渋谷へ移転

## 事業内容
- 森塾 - 「成績を上げることで生徒の人生に貢献する」という理念のもと運営されている個別指導形式の学習塾。茨城県、埼玉県、千葉県、東京都、神奈川県、群馬県、栃木県、静岡県、新潟県、大阪府に展開[5]。
- グリムスクール - ベネッセコーポレーションと業務提携し、2003年より運営している幼児・小学生向けの読書教育プログラム[19]。
- インターネット教材「楽しく学べる」シリーズ - 吉本興業と業務提携し、開発された自立学習用映像教材。お笑い芸人をナビゲーターに起用しているのが特徴[20]。
- 中国語教材「HSK」シリーズ - 2012年より、中国語検定試験であるHSK教材に関する公式過去問集や公認テキスト、映像教材など関連教材を出版、販売。
- フォレスタ - 学校の定期テストを収集、分析して制作された塾専用学習教材。シェアは6～7割とされている[21]。その他、旺文社と提携して作られたe-learning教材「eフォレスタ」がある[22]。
- 東京ダンスヴィレッジ」 - 池袋・新宿・渋谷に展開する、大人向けのダンススクール。
- ゴールスタート（通称「ゴルスタ」[23] ）- SNSやライブストリーミング、映像授業の閲覧などの機能を備えた中高生向けのスマートフォン用アプリ。後述の個人情報流出や不適切な運営管理体制などの問題により、2016年9月サービス終了[24][23]。
- 自立学習RED - 自立学習形式の学習塾。2019年10月より明光ネットワークジャパンとの業務提携でフランチャイズ展開。
- そら塾 - スマートフォンで学べるオンライン個別指導塾。
- 塾講師JAPAN - 日本最大級の掲載教室数を誇る、塾講師の求人募集サイト。
- 教育JAPAN 新卒エージェント - 新卒学生向けの、教育業界に特化した無料就職エージェントサービス[25]。
- 授業準備ネット - 授業準備の情報を集めた、教師向けサイト。
- DOJO - AI搭載のタブレットで「計算」「漢字・語い」「英単語」の基礎学力を鍛える学習塾。

- プログラミング教室「QUREOプログラミング教室」

- プログラミング能力検定 - プログラミングの基礎となる知識を測る試験[26][14]。

- 国際基礎学力検定TOFAS - グローバルレベルで「基礎学力」を評価するオンライン検定[27]。
- SPRIX CBT - タブレット端末を利用してテストや調査を行える、公教育機関向けのサービスパッケージ[28]。

## 不祥事

### 教育アプリ「ゴールスタート」のトラブル
2016年8月、教育アプリ「ゴルスタ」の運営に際して、「運営に批判的なユーザーは即時にアカウントの凍結・退会処分を行う」「アカウント凍結処分にあったユーザーは運営に協力的な姿勢を示すなど反省文を提出することでアカウントの凍結を解除する」「アプリのプライバシーポリシーにクレジットカード情報を要求する文面が掲載されている」など、Twitterなどの各種SNS上で問題視されるようになった。
また、運営担当者が利用者の個人情報をインターネット上に書き込んでいたことが判明。個人情報を意図的に流出していた。
これらについて、読売新聞の取材に対し、常石博之副社長は元ユーザーの本名を意図的に書き込んだことについては「当社のミス」「担当者がヒートアップしてしまった」と謝罪した。本来会員登録には氏名の記入は必要ないが、朝日新聞の取材に対して「イベント開催時のやりとりで当該ユーザーの氏名を知った」と説明している。
またクレジットカード情報については「将来的に課金コンテンツを設置した時に備えた物」として要求していたことを認めたものの、今までに記載したユーザはいなかったと回答、同月26日付で規約を改定し文言を削除している。一方でアカウント凍結処分や反省文の提出などについては「中高生に安全・安心に使ってもらうためにこのような対応を取っている。厳しすぎるかもしれないが中高生を守るため」と話している。なお、このアプリは同月27日にアプリストアでの公開を中止したがサービス自体は継続していた。
同月31日に企業公式サイト上で謝罪のリリースを発表、トラブル発生の経緯や担当者の減給処分、イベント開催時に氏名を取得しないなどの再発防止策を講じるほか、氏名が公表された元ユーザーに対しては誠意を持った対応を行うとした。また、「運営方針が厳しすぎる」という指摘に関しては、「中高生の安心安全が最優先」と理解を求めつつも、細部の表現については意見を受け入れ適宜見直しを検討していくとしていた。その後実態を調査した結果、一部の運営担当者に「アカウントを停止したユーザーを直ちに削除せずユーザー名を『違反-停止理由』にして見せしめ行為を行う」などのふさわしくない言動があったことを確認、9月5日付で企業公式サイト上で改めて謝罪すると共に、「社内全体の問題であり、教育を生業とする者としては今回の調査結果は大変重い」として直ちにサービスを終了すると発表した。
ITmediaの「ねとらぼ」がスプリックスの元社員に行った取材や提供された情報等によれば、メイン事業である森塾を含めたスプリックス社内で「定例会議のたびに不祥事で懲戒解雇を受けた元従業員の氏名をプリントに記載し配布する」「ネット上に自社の書き込みを行うと、特定した上で法的手段に訴える」「愚痴などネガティブな発言をした場合はその意図を追及され、昇給に響くこともある」など、元から言論統制や監視、見せしめなどの制裁が常態化していた、との事である。取材を受けた元社員は「社内でやっていることをゴルスタの運営で一般ユーザーにも向けて行っただけ」と分析している。
前述した通り、「ゴルスタ」は「ゴールスタート」の略だが、上記の騒動以後は一部で「ゴルバチョフ・スターリン」と言われていた。

### 湘南ゼミナールサーバーのランサムウェア感染
2023年8月21日、湘南ゼミナールの一部社内サーバーがランサムウェアに感染し障害が発生。2023年8月23日、同社子会社である株式会社湘南ゼミナールがランサムウェアに感染したと発表。公表時点で個人情報含むデータ流出を裏付ける事実は確認されていないとのこと。